# Arrhinactia
Arrhinactia är ett släkte av tvåvingar. Arrhinactia ingår i familjen parasitflugor.
Kladogram enligt Catalogue of Life:
| Arrhinactia | \| \| Arrhinactia chaetosa \| \| \| \| \| \| Arrhinactia cylindrica \| \| \| \| |
|             | \| \| Arrhinactia chaetosa \| \| \| \| \| \| Arrhinactia cylindrica \| \| \| \| |
|             | Arrhinactia chaetosa                                                            |
|             |                                                                                 |
|             | Arrhinactia cylindrica                                                          |
|             |                                                                                 |